# Belkis Ayón
Belkis Ayón Manso, née à La Havane le 23 janvier 1967 et morte dans la même ville le 11 septembre 1999, est une graveuse et lithographe cubaine.

## Biographie
Belkis Ayón Manso naît à La Havane le 23 janvier 1967.
Elle est diplômée de l'Institut Supérieur des Arts (es) de La Havane.
Ayón est connue pour ses collagraphies allégoriques très détaillées basées sur les Abakuá, une société afro-cubaine secrète et entièrement masculine. Son travail est souvent en noir et blanc, composé de figures fantômes blanches à la tête oblongue et aux yeux vides en forme d'amande, sur des fonds sombres à motifs. 
Plusieurs de ses œuvres, dont La cena (1988), se trouvent au Musée national des beaux-arts de Cuba.
Belkis Ayón Manso se suicide à La Havane le 11 septembre 1999.

## Expositions notables
Expositions notables mentionnées par Le Delarge :
- 1988
  - Servando Cabrera Moreno, La Havane (Cuba)
  - Musée contemporain hispano-américain (États-Unis)
- 1991 : Biennale de La Havane
- 1992 : Saw (Ottawa)
- 1993 :
  - Biennale de Maastricht
  - Biennale de Venise
- 1998 : Maison de l'Amérique latine, Paris
- 2008 : Musée des beaux-arts, Montréal (Canada)
- 2024-2025 : « Vital Signs: Artists and the Body », Museum of Modern Art, New York (États-Unis)[4]